# Politievoertuig

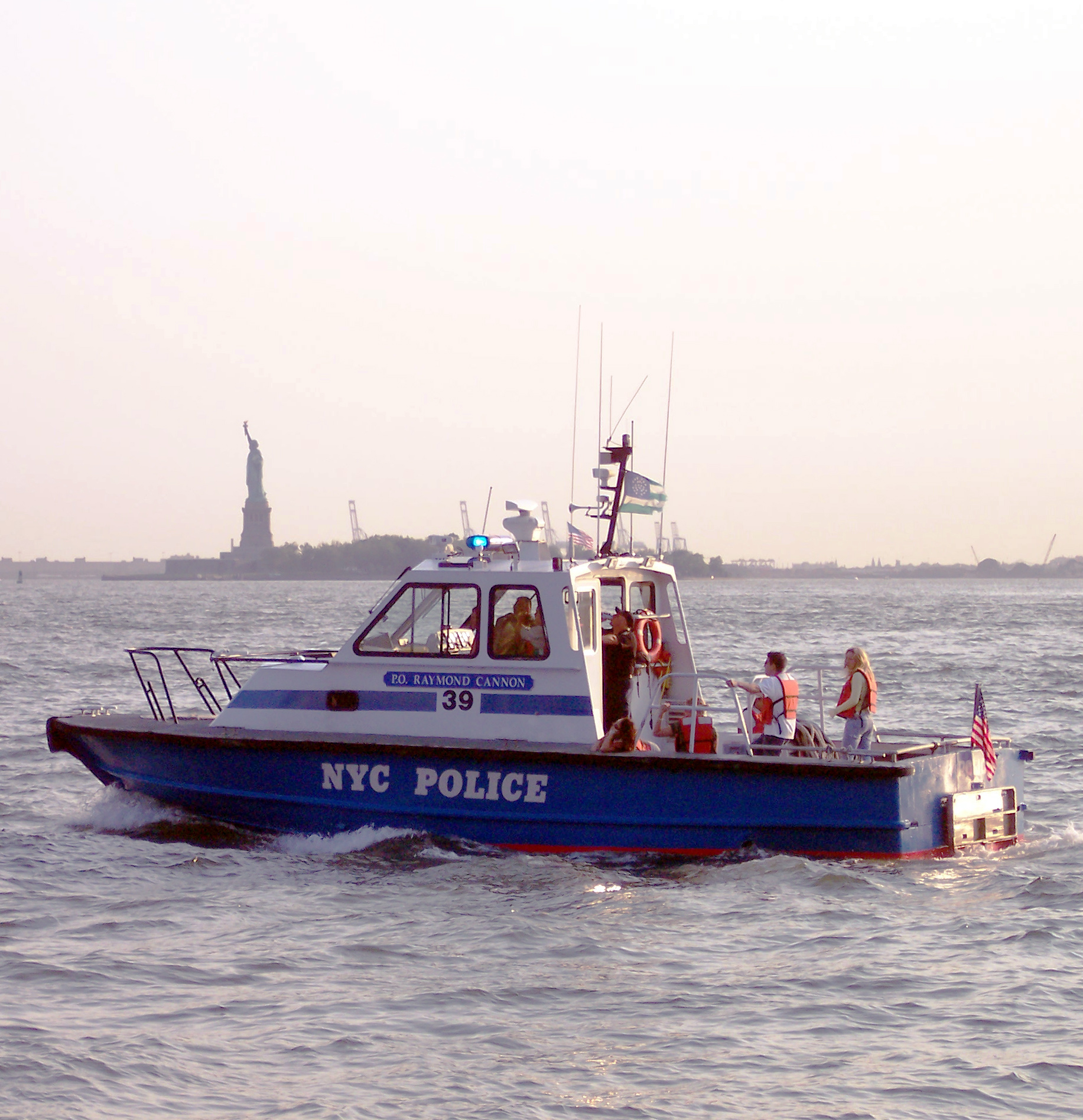
Politieboot van de NYPD

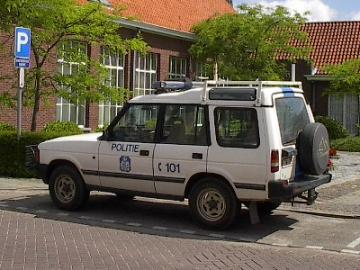
Politiejeep Baarle-Hertog

Een politievoertuig is een vervoermiddel dat gebruikt wordt door de politie.
Voor de uitvinding van motorvoertuigen verplaatste de politie zich vooral te voet of te paard. In 1896 kocht de politie van Kent in het Verenigd Koninkrijk twintig fietsen. Rond 1900 werden de eerste auto's en motorfietsen ingezet. De politie van New York bestelde in 1919 twee vliegtuigen. Het vliegtuig werd sinds de jaren 40 steeds meer vervangen door de wendbaardere helikopter.

## Soorten
Politievoertuigen zijn te vinden in verschillende meer of minder gespecialiseerde typen, waaronder:
- politieauto
  - politiejeep
  - politiebus
  - arrestantenbus
  - waterwerper
- politiemotor
  - politiemotor met zijspan
- politiefiets
- politieboot
- politiehelikopter
- politievliegtuig
- politieluchtschip
  - politieblimp
  - politiezeppelin